# Як-28

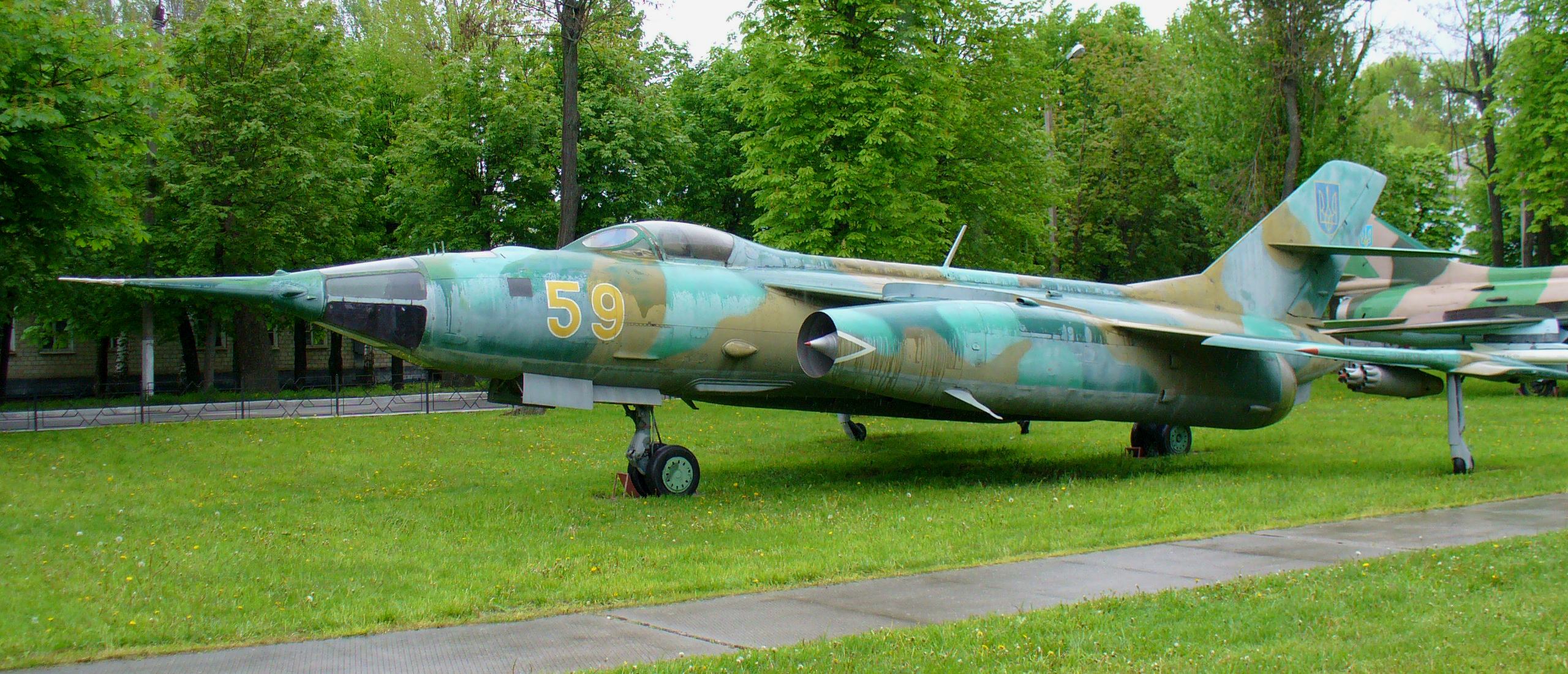
Як-28 в Музеї авіації міста Вінниця

Як-28 — радянський багатоцільовий реактивний військовий літак.
Перший політ виконав 5 березня 1958 року. Випускався в модифікаціях фронтового бомбардувальника, перехоплювача, розвідника, літака радіоелектронної боротьби та навчально-тренувального літака.
Серійне виробництво завершене в 1971 році. Всього було збудовано 737 літака (серед побудованих переважала модифікація Як-28П).
Україна в 1992 році мала 37 одиниць Як-28. Вони перебували на озброєнні до 1994 року.

## Модифікації
- Як-28 (кодифікація НАТО: Brewer) — фронтовий бомбардувальник, базова серійна модифікація
- Як-28Б — модифікація бомбардувальника з системою наведення «Лотос» та БРЛС «Ініціатива»
- Як-28л — модифікація бомбардувальника з радіокомандною різницево-далекомірною системою наведення ДБС-2С «Лотос»
- Як-28І — модифікація бомбардувальника з комплексною системою керування озброєнням у складі: БРЛС «Ініціатива-2», оптичного прицілу ОПБ-116 та автопілота АП-28К
- Як-28Н — модифікація бомбардувальника з системою озброєння К-28П, включає дві протирадіолокаційні ракети Х-28 та апаратуру керування
- Як-28Р — літак-розвідник
- Як-28РР — радіаційний розвідник
- Як-28П (кодифікація НАТО: Firebar) — винищувач-перехоплювач
- Як-28ПП — літак РЕБ
- Як-28У (кодифікація НАТО: Maestro) — навчальний літак

## Тактико-технічні характеристики

### Технічні характеристики
- Екіпаж: 2 людини
- Довжина: 20,02 м
- розмах крила: 11,78 м
- Висота: 4,3 м
- Площа крила: 35,25 м²
- Маса нормальна злітна: 16 160 кг
- Маса максимальна злітна: 18 080 кг
- Двигуни: Р11АФ2-300 (2×6100 кгс)

### Льотні характеристики
- Максимальна швидкість: 1850 км/год
- Дальність польоту: 2070 км
- Практична стеля: 14 500 м

### Озброєння
- Гармата: 1×23 мм НР-23 (надалі 2×23 мм ГШ-23Я)
- Бомби:
  - нормальна бойова навантаження — 1200 кг
  - максимальна — 3000 кг